# Adelheid Seeck
Adelheid Seeck (née le 3 novembre 1912 à Berlin, morte le 17 février 1973 à Stuttgart) est une actrice allemande.

## Biographie
Elle reçoit des cours de Max Terpis et devient danseuse en 1933. Après des cours privés, elle fait ses débuts de comédienne au Schlesischen Landesbühne à Bolesławiec. De 1940 à l'automne 1944, elle joue pour le Theatersperre, le théâtre itinérant pour les soldats allemands, puis au Berliner Staatstheater auprès de Gustaf Gründgens. Après la Seconde Guerre mondiale, elle revient au théâtre de Heidelberg puis en 1948 au Théâtre de Düsseldorf dirigé par Gustaf Gründgens et ensuite en actrice indépendante.
Seeck, aux cheveux noirs et élégants, apparaît au cinéma en 1941. Elle joue le plus souvent des rôles de figuration et incarne les dames de la noblesse.

## Filmographie

### Cinéma
- 1941 : Metropol Revue : Frau von Pe Pe Müller
- 1944 : Tierarzt Dr. Vlimmen : Truus Vlimmen
- 1945 : Die Brüder Noltenius : Miss Karsten
- 1949 : Wohin die Züge fahren
- 1950 : Drei Mädchen spinnen (de) : Magda Amberg
- 1952 : Der Tag vor der Hochzeit (de) : Frau Heidrich
- 1953 : Einmal kehr' ich wieder (de) : Gräfin Stella Monti
- 1955 : Reifende Jugend : Charlotte Holsten
- 1956 : Anastasia, la dernière fille du tsar : Prinzessin Irne von Preußen
- 1956 : Le Diable en personne : Sylvia Angermann
- 1957 : Die Letzten werden die Ersten sein : Charlotte Darrandt
- 1957 : Vater, unser bestes Stück (de) : Friedel Keller
- 1958 : Imperfect Angel : Erika Romayer
- 1958 : Jeunes filles en uniforme : Princess
- 1958 : Ohne Mutter geht es nicht : Friedel Keller
- 1959 : Et tout le reste n'est que silence : Gertrud Claudius
- 1960 : Le Dernier Témoin : Gerda Rameil
- 1961 : Mein Mann, das Wirtschaftswunder : Helene Grolmann - Ilonas Managerin
- 1961 : Qui êtes-vous, Monsieur Sorge ? : Helma Wolf
- 1961 : Trop jeune pour l'amour : Frau Rennert
- 1964 : Toujours au-delà : Lady Helen Bradley
- 1965 : Mädchen hinter Gittern : Dr. Harzeck

### Télévision

#### Séries télévisées
- 1963 : Das Kriminalmuseum : Frau Liebig

#### Téléfilms
- 1959 : Isobel : Dilys
- 1960 : Der Fehltritt : Ilona
- 1965 : Das Feuerzeichen : Düweken - seine Frau
- 1968 : Das höhere Leben : Adelaide Nawronski
- 1970 : Mein Freund Harvey : Betty Chumley
- 1971 : Chopin-Express : Rosa
- 1972 : Ornifle ou le Courant d'air : Gräfin Ariane, seine Frau